# Kalmar FF
Kalmar Fotbollsförening je švédský fotbalový klub z města Kalmar. Založen byl roku 1910 jako IF Göta. Jednou se stal švédským mistrem (2008), třikrát získal švédský pohár (1980–81, 1986–87, 2007).

## Kompletní výsledky v evropských pohárech
Liga mistrů UEFA
| Sezóna  | Kolo  | Soupeř        | Doma | Venku | Celkem |
| ------- | ----- | ------------- | ---- | ----- | ------ |
| 2009-10 | 2.př. | Debreceni VSC | 3–1  | 0-2   | 3–3    |

Pohár UEFA / Evropská liga
| Sezóna  | Kolo  | Soupeř                     | Doma | Venku | Celkem |
| ------- | ----- | -------------------------- | ---- | ----- | ------ |
| 1979-80 | 1.    | Keflavík IF                | 2–1  | 0–1   | 2–2    |
| 1986-87 | 1.    | Bayer 04 Leverkusen        | 1–4  | 0–3   | 1–7    |
| 2008-09 | 1.př. | Racing FC Union Luxembourg | 7–1  | 3–0   | 10–1   |
|         | 2.př. | K.A.A. Gent                | 4–0  | 1–2   | 5–2    |
|         | 1.    | Feyenoord Rotterdam        | 2–1  | 0–1   | 2–2    |
| 2010-11 | 1.př. | EB/Streymur                | 1–0  | 3–0   | 4–0    |
|         | 2.př. | FC Dacia Chișinău          | 0–0  | 2–0   | 2–0    |
|         | 3.př. | PFC Levski Sofia           | 1–1  | 2-5   | 3-6    |

Pohár vítězů pohárů
| Sezóna  | Kolo | Soupeř               | Doma | Venku | Celkem |
| ------- | ---- | -------------------- | ---- | ----- | ------ |
| 1978-79 | 1.   | Ferencváros Budapešť | 2–2  | 2–0   | 2–4    |
| 1981-82 | 1.   | Lausanne Sports      | 3–2  | 2–1   | 4–4    |
| 1987-88 | 1.   | ÍA Akranes           | 1–0  | 0–0   | 1–0    |
|         | 2.   | Sporting Lisabon     | 1–0  | 5–0   | 1–5    |